# Edvard Lehmann (religionshistoriker)
 Der er flere personer med dette navn, se Edvard Lehmann (maler).
Johannes Edvard Lehmann (19. august 1862 i København – 23. marts 1930 smst) var en dansk religionshistoriker, som opnåede to doktorgrader, dr.theol. et phil.
Lehmann blev ansat i den første religionshistoriske lærestol (docentur) på et dansk universitet (Københavns Universitet) i efterårssemesteret 1900, hvor studerende for første gang kunne studere religionshistorie. Lehmann blev dermed den konstituerende skikkelse i skabelsen af faget religionshistorie ved Københavns Universitet og var en utrættelig formidler af kulturhistoriske, religionshistoriske og teologiske emner, hvilket tydeliggøres i Lehmanns mange publikationer, internationalt såvel som nationalt.
Netop omkring år 1900 blev der oprettet lærestole i religionshistorie ved en række universiteter i Europa og USA, og Lehmann grundlagde da også religionshistorien i Berlin og i Lund. Lehmanns religionshistoriske forfatterskab og virke som redaktør af håndbøger var på mange måder typisk for fagets encyklopædiske opbygningsfase, som han bidrog til på internationalt plan.
I 1910 blev Lehmann kaldet til et professorat i religionshistorie ved Kejser Wilhelm Universitetet i Berlin. Familien flyttede med, men undslap imidlertid 1. verdenskrig, da Lehmann i 1913 fik et nyt professorat i religionshistorie, denne gang ved Lunds Universitet.
Lehmann var en af de første praksisorienterede religionshistorikere. Teologisk tilhørte han liberalteologien, hvilket kom til udtryk i hans opfattelse af Det gamle Testamente og forståelsen af de oprindelige folk.
Han var Ridder af Dannebrog.

## Udvalgt bibliografi
- Religionshistoriska studier tilägnade Edvard Lehmann den 19 augusti 1927, Gleerup.
- Lehmann, Edvard (1926), Religionens värld. I mänskligheten, i människosjälen, Natur och Kultur.
- Lehmann, Edvard (1925), Lehrbuch der Religionsgehichte. Begrundet v. Chantepis de la Saussaye, In verbindung mit fl. Forf. hrsg. v. Alfred Bertholet und Edvard Lehmann.
- Lehmann, Edvard (1924), Illustreret Religionshistorie, Gad.
- Lehmann, Edvard (1922), Mænd og deres Tro, Pio.
- Lehmann, Edvard (1922), Tvedräkt och endräkt, C.W.K. Gleerup.
- Lehmann, Edvard (1922), Teosofi och kristendom, C.W.K. Gleerup.
- Lehmann, Edvard (1921), Mystik i Hedenskab og Kristendom, Pio.
- Lehmann, Edvard (1921), Kristendomen så som Världoreligion, Finlands kristeliga Studentrørelses skriftserie, 2.
- Lehmann, Edvard (1920), Religionerne. Kortfattet Religionshistorie, Pio.
- Lehmann, Edvard (1919), Parsismen.
- Lehmann, Edvard (1915), Buddha. Hans lære og dens gerning.
- Lehmann, Edvard (1914), Religionsvetenskapen, Religionsvetenskapligt bibliotek. Utg. af Nathan Söderblom och Edvard Lehmann, 1.
- Lehmann, Edvard (1911), Der Buddhismus als indische Sekte als Weltreligion.
- Lehmann, Edvard (1910), Almueliv og Eventyr, Branner.
- Lehmann, Edvard (1906), Die orientalische Religionen, Die Kultur der Gegenwart. Teil 1, Abt. 3,1.
- Lehmann, Edvard (1904), Mystik i Hedenskab og Kristendom, Pio.
- Lehmann, Edvard (1898), Guder og Helte : en mytologisk Undersøgelse, Studier fra sprog- og oldtidsforskning.